# Преференція
Префере́нція (лат. Praeferentia' — перевага) — перевага, пільга, надана окремій державі, підприємству, організації для підтримки певних видів діяльності. Преференції здійснюються в формі зниження податків, знижок з мит, звільнення платежів, надання вигідних кредитів. Преференції надаються державою і мають адре́сний характер. У відносинах між державами преференції надаються як на засадах взаємності, так і односторонньому порядку. Основними формами преференції є особливі бюджетні режими валютного регулювання і візові режими.
Преференції встановлюються у вигляді інвестиційного податкового кредиту та
цільової податкової пільги для фінансування інвестиційних та інноваційних витрат.
Податковий кредит, як і будь-який інший
кредит, надається на умовах повернення і платності, оформлюється відповідним договором між підприємством і податковим
органом. У багатьох країнах широко практикується диференціація ставок податку на прибуток корпорацій залежно від галузі
економіки.